# 볼사 궁전

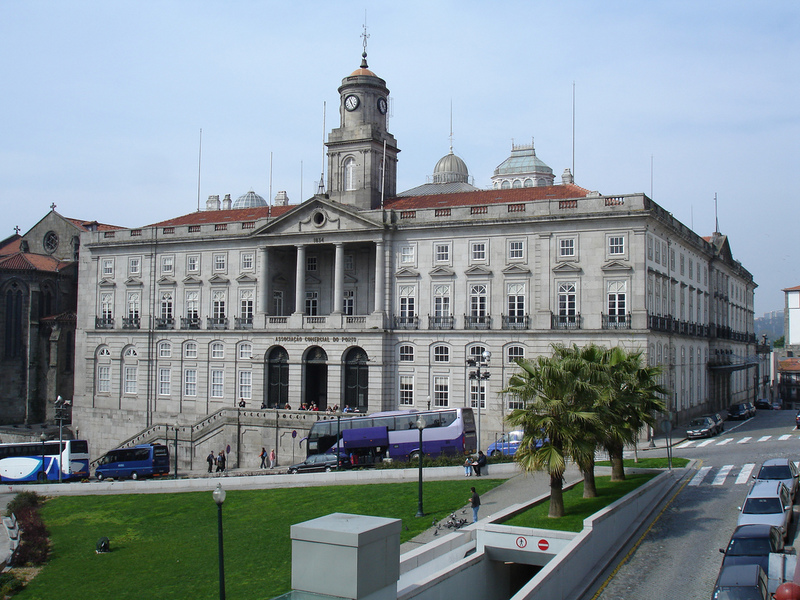
볼사 궁전

볼사 궁전(포르투갈어: Palácio da Bolsa)은 포르투갈 포르투에 있는 궁전이다. 이 궁전은 19세기에 포르투 상업 협회(Associação Comercial do Porto)가 신고전주의 양식으로 지었다.